# Polegate
Polegate är en stad och civil parish i grevskapet East Sussex i sydöstra England. Staden ligger i distriktet Wealden, cirka 6,5 kilometer norr om Eastbourne. Tätorten (built-up area) hade 10 066 invånare vid folkräkningen år 2021.